# Olga Ekblom
Olga Ekblom, född 2 april 1989, är en svensk före detta fotbollsspelare.
Olga Ekbloms moderklubb är Hammarby IF. Hon hade sin seniordebut i Enskede IK och anslöt till Hammarby IF 2013, där hon spelade fram till 2018. Hon avslutade sin karriär i Piteå IF 2019.
Ekblom har även studerat vid Campbell University i Buies Creek och spelade fotboll för deras idrottsförening Campbell Fighting Camels.